# Josef Hartler
Josef Hartler, född 5 maj 1883 i Tygelsjö församling, Malmöhus län, död 14 april 1967 i Lund, var en svensk präst. 
Hartler, som var son till kyrkvärden Hans Trulsson och Anna Josefsson, avlade studentexamen i Lund 1913, blev filosofie kandidat 1914, teologie kandidat 1918 och prästvigdes 1919. Han var sjukhuspredikant i Lund 1920–1921, domkyrkovicepastor i Lund 1921–1930, tillförordnad kyrkoherde i Hyby församling 1930–1934 samt kyrkoherde i Asmundtorps och Tofta församlingar från 1934. Han var ordförande i KFUM:s fastighetsförening i Lund, i Asmundtorp och Tofta kyrkostämmor, i gemensamma kyrkostämman, i Asmundtorps kyrkofullmäktige och folkskolestyrelse samt i Tofta skolråd.
Han var gift med Kerstin Maria Svensson samt far till Nils Hartler och Hans-Lennart Hartler.